# Senninger Lager

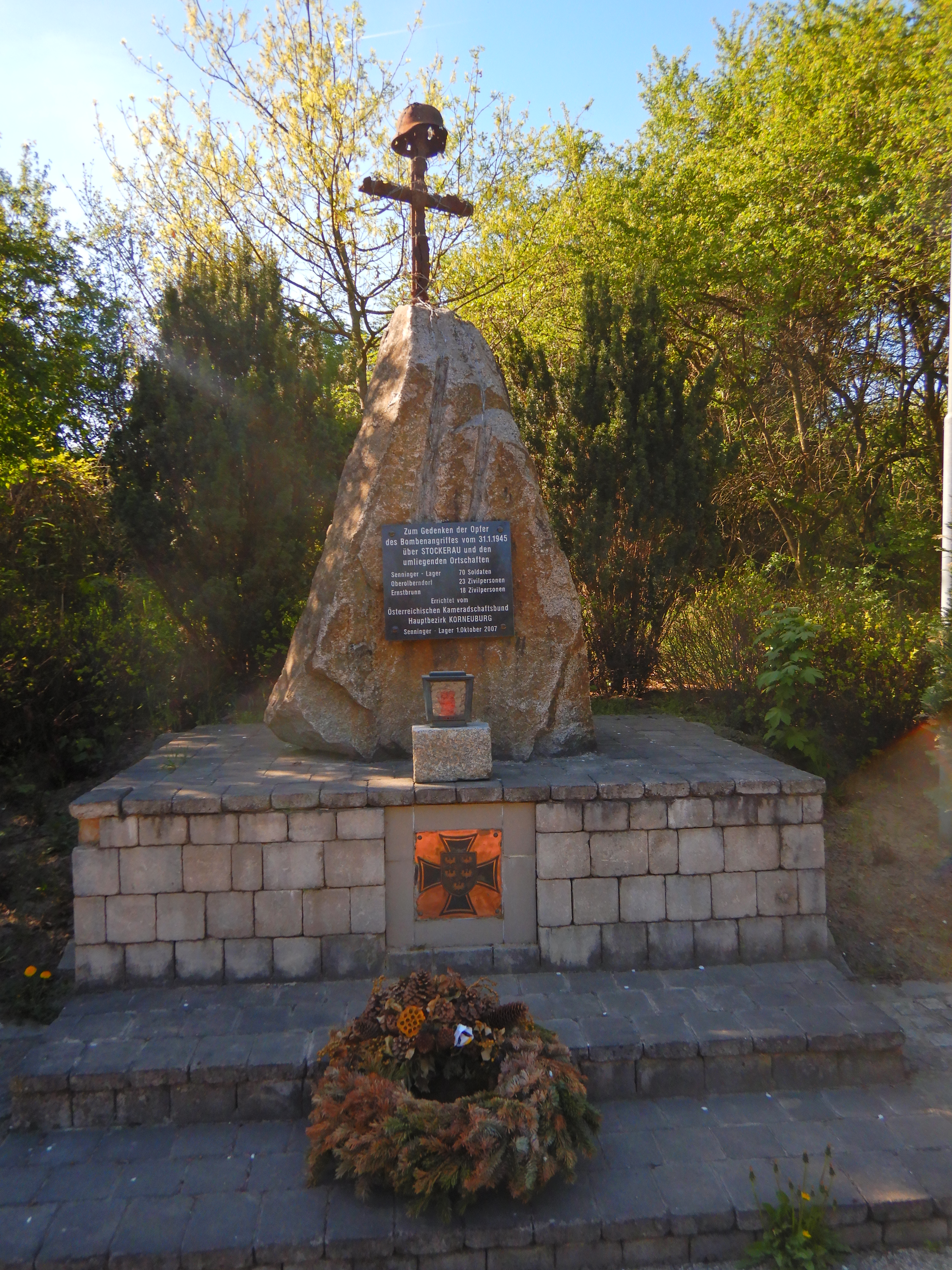
Mahnmal Senninger Lager

Der Garnisons-Übungsplatz Senning auch als Senninger Lager bezeichnet, befand sich in Senning in der Gemeinde Sierndorf in Niederösterreich.

## Geschichte
Das nördlich von Stockerau an der L29 gelegene Areal wurde bereits im Ersten Weltkrieg als Übungsgelände genutzt.
Ab 1938 nutzte die Wehrmacht das Senninger Lager – der Name erhielt sich bis heute – mit 26 Baracken als Exerzierplatz und zur Unterbringung von Artillerieeinheiten, als Pferdelazarett Nr. 117, für die Veterinärabteilung Nr. 17 und ab 1944 zur Ausbildung kroatischer Soldaten. Dieser Ausbildungseinheit wurden später die Reste der Blauen Division aus Spanien und dann auch noch eine ungarische Artillerie-Batterie sowie alle fremdländischen, aus Lazaretten des Zuständigkeitsbereiches des Wehrkreiskommandos XVII entlassenen Hilfswilligen zugeteilt. Ebenfalls infanteristisch ausgebildet wurden im Senninger Lager deutsche Marineeinheiten, welche später im Raum Riga eingesetzt wurden.
Am 31. Jänner 1945 war der Truppenübungsplatz Ziel eines Luftangriffes. Im Lager selbst kamen 70 Soldaten ums Leben, weiters in Oberolberndorf 22 oder 23 und in Ernstbrunn 18 oder 25 Zivilisten. Außerdem wurden 237 Pferde getötet.
Zur Erinnerung an diese Toten wurde 2004 zunächst ein Kreuz aus Birkenholz aufgestellt und später – an der L29 – eine gemauerte Gedenkstätte errichtet. Der Bau dieses Denkmal an der Straße musste wegen bürokratischer Hürden unterbrochen werden und konnte erst nach dem Verkauf des Areals fertiggestellt und am 26. Oktober 2007 geweiht werden.
2006 wurde das Grundstück an eine Baufirma aus Stockerau verkauft. Die Freiwillige Feuerwehr Stockerau unterhält hier ein Übungsgelände und verschiedene Freizeiteinrichtungen, die aber nicht öffentlich zugänglich sind, wurden durch den Grundeigentümer errichtet. Die vom Grundbesitzer und der Leader-Region Weinviertel-Donauraum gewünschte Einrichtung eines Freizeitparks ist fraglich. Der im Nordteil des Geländes befindliche Flugplatz Stockerau wurde bereits 1978 eröffnet.